# Collegio elettorale di Siena (Regno di Sardegna)
Il collegio elettorale di Siena è stato un collegio elettorale uninominale del Regno di Sardegna, uno dei 6 del circondario di Siena.
È stato istituito in base al decreto del Regio governo delle Toscana del 21 gennaio del 1860,  promulgato del governo provvisorio guidato da Bettino Ricasoli. . 
Comprendeva il mandamento di Siena con i comuni di Siena, Siena Masse di Città e Siena Masse di San Martino.

## Dati elettorali
Nel collegio si svolsero votazioni per la sola VII legislatura.

### VII legislatura
Le votazioni si svolsero in 387 collegi uninominali a doppio turno. Come previsto dalla legge elettorale del 20 novembre 1859, era eletto al primo turno il candidato che «riunisce in suo favore più del terzo dei voti del total numero dei membri componenti il collegio e più della metà dei suffragi dati dai votanti presenti all'adunanza» (art. 91). Se nessun candidato era eletto, al ballottaggio tra i due candidati con più voti era eletto chi otteneva il maggior numero di voti (art. 92) o, in caso di ugual numero di voti, il maggiore d'età (art. 93).
| Partito                            | Partito                            | Candidato                          | Risultati 25 marzo 1860 | Risultati 25 marzo 1860 |
| Partito                            | Partito                            | Candidato                          | Voti                    | %                       |
| ---------------------------------- | ---------------------------------- | ---------------------------------- | ----------------------- | ----------------------- |
|                                    | —                                  | Giovanni Battista Giorgini         | 677                     | 98,98                   |
|                                    | —                                  | Antonio Ricci                      | 7                       | 1,02                    |
|                                    |                                    |                                    |                         |                         |
| Iscritti                           | Iscritti                           | Iscritti                           | 1 020                   | 100,00                  |
| ↳ Votanti (% su iscritti)          | ↳ Votanti (% su iscritti)          | ↳ Votanti (% su iscritti)          | 719                     | 70,49                   |
| ↳ Voti validi (% su votanti)       | ↳ Voti validi (% su votanti)       | ↳ Voti validi (% su votanti)       | 684                     | 95,13                   |
| ↳ Schede non valide (% su votanti) | ↳ Schede non valide (% su votanti) | ↳ Schede non valide (% su votanti) | 35                      | 4,87                    |
| ↳ Astenuti (% su iscritti)         | ↳ Astenuti (% su iscritti)         | ↳ Astenuti (% su iscritti)         | 301                     | 29,51                   |